# Coccoloba obovata
Coccoloba obovata är en slideväxtart som beskrevs av Carl Sigismund Kunth. Coccoloba obovata ingår i släktet Coccoloba och familjen slideväxter. Inga underarter finns listade i Catalogue of Life.